# Psolus paradubiosus
Psolus paradubiosus is een zeekomkommer uit de familie Psolidae.
De wetenschappelijke naam van de soort werd in 1985 gepubliceerd door R.P. Carriol & Jean-Pierre Féral.